# Cephalops bequaerti
Cephalops bequaerti är en tvåvingeart som beskrevs av Charles Howard Curran 1929. Cephalops bequaerti ingår i släktet Cephalops och familjen ögonflugor.
Artens utbredningsområde är Kongo. Inga underarter finns listade i Catalogue of Life.